# 波伊斯
波伊斯（英语，/ˈpoʊɪs, ˈpaʊɪs/ POH-iss, POW-iss，威爾斯語：[ˈpowɪs]）是英国威尔士东部的一个郡，为威尔士最大的行政区，地形以山地为主，首府为兰德林多德威尔斯，北部和圭内斯、登比郡、雷克瑟姆郡級自治市接壤，西部和開雷迪吉昂和卡马森郡接壤，东部和英格兰的什罗普郡和赫里福德郡接壤，南部和卡菲利、梅瑟蒂德菲尔、朗達卡嫩塔夫、布莱耐格温特、蒙茅斯郡和尼思塔尔伯特港接壤，面积共1,590平方公里，人口为122,400人，30.1％的人使用威尔士语。不列颠岛最长河流塞文河发源于此。